# Neomilichia fervens
Neomilichia fervens är en fjärilsart som beskrevs av Walker 1856. Neomilichia fervens ingår i släktet Neomilichia och familjen nattflyn. Inga underarter finns listade i Catalogue of Life.